# Dmitrij Kulikov
Dmitrij Vladimirovitj Kulikov, ryska: Дмитрий Владимирович Куликов, född 29 oktober 1990 i Lipetsk, Ryska SFSR, Sovjetunionen (idag Ryssland), är en rysk professionell ishockeyback som spelar för Florida Panthers i NHL.
Han har tidigare spelat för Buffalo Sabres, Winnipeg Jets, New Jersey Devils, Edmonton Oilers, Minnesota Wild, Anaheim Ducks och Pittsburgh Penguins i NHL; Lokomotiv Jaroslavl i KHL samt Voltigeurs de Drummondville i LHJMQ.

## Karriär

### Junior
Dmitrij Kulikov hockeyfostrades i Ryssland i Lokomotiv Jaroslavls andralag i Pervaja Liga. Innan han gjorde sin debut i NHL säsongen 2009–10 spelade han också en säsong i den kanadensiska juniorligan QMJHL för Drummondville Voltigeurs där han gjorde 12 mål och 50 assist för totalt 62 poäng på 57 matcher i grundserien, vilket var flest poäng av alla backar i ligan. I slutspelet gjorde han 2 mål och 17 assist för totalt 19 poäng på 19 matcher.

### NHL
Han draftades av Florida Panthers i första rundan i 2009 års draft som 14:e spelare totalt.
Kulikov debuterade i NHL för Florida Panthers säsongen 2009–10. Han spelade sin första match 2 oktober 2009 mot Chicago Blackhawks och gjorde sitt första mål 7 november 2009 mot Washington Capitals. Totalt spelade han 68 matcher för Panthers som förstaårsspelare och gjorde 3 mål och 13 assist. Han hade också 32 utvisningsminuter och snittade 17 minuter och 56 sekunder i speltid per match.
Säsongen 2010–11 spelade Kulikov 72 matcher för Panthers i grundserien och gjorde 6 mål och 20 assist tillsammans med 45 utvisningsminuter. Han snittade 19 minuter och 57 sekunder i speltid per match.
Inför säsongen 2016/17 tradades han till Buffalo Sabres i utbyte mot Mark Pysyk. Efter ett år i Sabres skrev han som free agent på ett treårsavtal med Winnipeg Jets 1 juli 2017.
Kulikov vann Stanley Cup för säsongerna 2023–2024 och 2024–2025.

## Internationellt
Kulikov spelade för Ryssland i JVM 2009 där man kom på en tredje plats. Han har också spelat två VM-turneringar, 2010 i Tyskland där Ryssland kom tvåa och 2011 i Slovakien där man slutade på fjärde plats.

## Statistik
| 2008–2009   | Voltigeurs de Drummondville | LHJMQ       | 57   | 12 | 50  | 62  | 46  | 19 | 2 | 17 | 19 | 16 |
| 2009–2010   | Florida Panthers            | NHL         | 68   | 3  | 13  | 16  | 32  | —  | — | —  | —  | —  |
| 2010–2011   | Florida Panthers            | NHL         | 72   | 6  | 20  | 26  | 45  | —  | — | —  | —  | —  |
| 2011–2012   | Florida Panthers            | NHL         | 58   | 4  | 24  | 28  | 36  | 7  | 0 | 1  | 1  | 4  |
| 2012–2013   | Lokomotiv Jaroslavl         | KHL         | 22   | 3  | 4   | 7   | 28  | —  | — | —  | —  | —  |
|             | Florida Panthers            | NHL         | 34   | 3  | 7   | 10  | 22  | —  | — | —  | —  | —  |
| 2013–2014   | Florida Panthers            | NHL         | 81   | 8  | 11  | 19  | 66  | —  | — | —  | —  | —  |
| 2014–2015   | Florida Panthers            | NHL         | 73   | 3  | 19  | 22  | 48  | —  | — | —  | —  | —  |
| 2015–2016   | Florida Panthers            | NHL         | 74   | 1  | 16  | 17  | 51  | 6  | 1 | 3  | 4  | 4  |
| 2016–2017   | Buffalo Sabres              | NHL         | 47   | 2  | 3   | 5   | 26  | —  | — | —  | —  | —  |
| 2017–2018   | Winnipeg Jets               | NHL         | 62   | 3  | 8   | 11  | 22  | 1  | 0 | 0  | 0  | 2  |
| 2018–2019   | Winnipeg Jets               | NHL         | 57   | 0  | 6   | 6   | 47  | 6  | 0 | 0  | 0  | 4  |
| 2019–2020   | Winnipeg Jets               | NHL         | 51   | 2  | 8   | 10  | 32  | 4  | 0 | 2  | 2  | 4  |
| 2020–2021   | New Jersey Devils           | NHL         | 38   | 0  | 2   | 2   | 26  | —  | — | —  | —  | —  |
|             | Florida Panthers            | NHL         | 10   | 0  | 2   | 2   | 2   | 3  | 0 | 0  | 0  | 0  |
| 2021–2022   | Minnesota Wild              | NHL         | 80   | 7  | 17  | 24  | 39  | 2  | 0 | 1  | 1  | 2  |
| 2022–2023   | Anaheim Ducks               | NHL         | 61   | 3  | 12  | 15  | 30  | —  | — | —  | —  | —  |
|             | Pittsburgh Penguins         | NHL         | 6    | 0  | 1   | 1   | 4   | —  | — | —  | —  | —  |
| 2023–2024   | Florida Panthers            | NHL         | 76   | 1  | 19  | 20  | 63  | 24 | 0 | 2  | 2  | 16 |
| 2024–2025   | Florida Panthers            | NHL         | 70   | 4  | 9   | 13  | 38  | 23 | 2 | 3  | 5  | 14 |
| NHL totalt  | NHL totalt                  | NHL totalt  | 1018 | 50 | 197 | 247 | 629 | 76 | 3 | 12 | 15 | 50 |
| USHL totalt | USHL totalt                 | USHL totalt | 48   | 5  | 21  | 26  | 26  | —  | — | —  | —  | —  |

### Internationellt
| Källa: Uppdaterad: 2025-06-18 | Källa: Uppdaterad: 2025-06-18 | Källa: Uppdaterad: 2025-06-18 |         | Utv = Utvisningsminuter | Utv = Utvisningsminuter | Utv = Utvisningsminuter | Utv = Utvisningsminuter | Utv = Utvisningsminuter |
| År                            | Lag                           | Mästerskap                    | Matcher | Mål                     | Assists                 | Poäng                   | Utv                     |                         |
| ----------------------------- | ----------------------------- | ----------------------------- | ------- | ----------------------- | ----------------------- | ----------------------- | ----------------------- | ----------------------- |
| 2007                          | Ryssland                      | U18-VM                        | 7       | 0                       | 4                       | 4                       | 6                       |                         |
| 2007                          | Ryssland                      | Ivan Hlinka                   | 4       | 0                       | 0                       | 0                       | 2                       |                         |
| 2008                          | Ryssland                      | U18-VM                        | 6       | 0                       | 2                       | 2                       | 6                       |                         |
| 2009                          | Ryssland                      | JVM                           | 7       | 0                       | 4                       | 4                       | 4                       |                         |
| 2010                          | Ryssland                      | VM                            | 9       | 0                       | 2                       | 2                       | 8                       |                         |
| 2011                          | Ryssland                      | VM                            | 9       | 2                       | 1                       | 3                       | 4                       |                         |
| 2015                          | Ryssland                      | VM                            | 10      | 0                       | 2                       | 2                       | 8                       |                         |
| 2016                          | Ryssland                      | WC                            | 4       | 0                       | 0                       | 0                       | 0                       |                         |
| Junior totalt                 | Junior totalt                 | Junior totalt                 | 24      | 0                       | 10                      | 10                      | 47                      |                         |
| Senior totalt                 | Senior totalt                 | Senior totalt                 | 32      | 2                       | 5                       | 7                       | 20                      |                         |